# Kostel svatého Ladislava (Nitra)
Kostel svatého Ladislava náleží k souboru objektů na Piaristické ulici v Nitře. Komplex se skládá z kostela, kláštera a gymnázia. Řadí se mezi jednu z nejvýraznějších dominant města.

## Historie
Základní kámen kostela položili členové řehole piaristů dne 9. června 1701. Výstavba komplexu pokračovala pomalu, neboť se stavba realizovala během stavovského povstání Františka II. Rákócziho A také byla výstavba poznamenána požáry. Pouze konvikt se podařilo postavit do roku 1714. Téměř hotový klášterní kostel byl zničen požárem v roce 1716. Nový kostel se dvěma věžemi se začal budovat v letech 1742 – 1748 podle projektu Kristiána Morvaea. Vysvěcen byl v roce 1789.

## Architektura
Chrámová loď rozděluje vnitřní nádvoří kláštera na dvě části. Nacházejí se zde kaple otevřené do prostoru lodi. V kostelní věži jsou umístěny čtyři zvony. V interiéru se nachází oltář baldachýnového typu. Výzdobu oltáře navrhl rakouský sochař Martin Vögerle. V kostele je ještě kromě hlavního oltáře dalších šest párových bočních oltářů. Piarističtí umělci zde zanechali stopu v podobě pruských kleneb, které nesou pozdně barokní nástěnné malby. Později byly doplněny o další freskovou výzdobu s motivy z dějin Nitry. Nástěnné malby dále zobrazují příchod svatých Cyrila a Metoděje na Velkou Moravu, Pribinův kostel a svěcení prvních tří slovenských biskupů v Nitře.

## Galerie

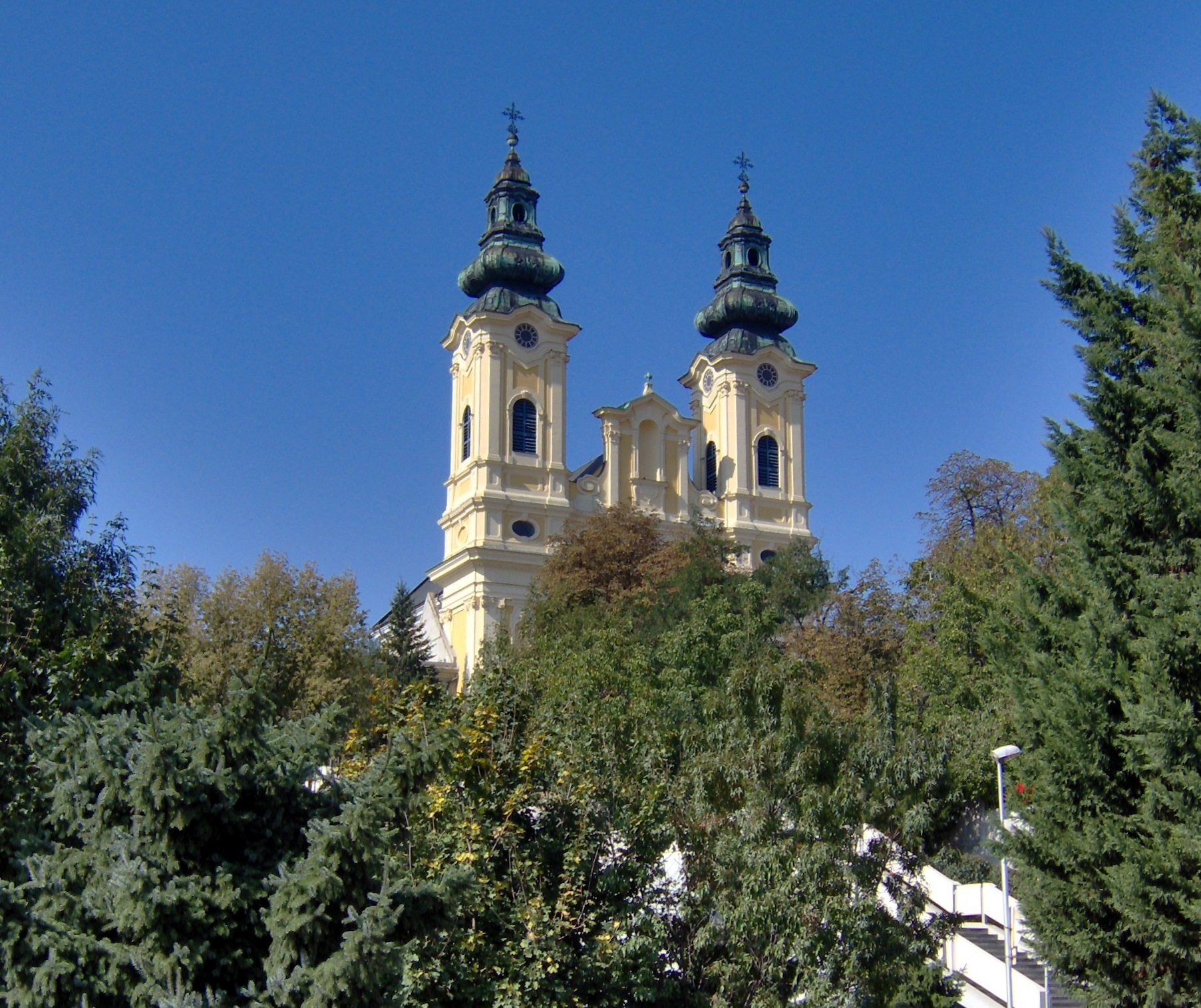
Věže kostela
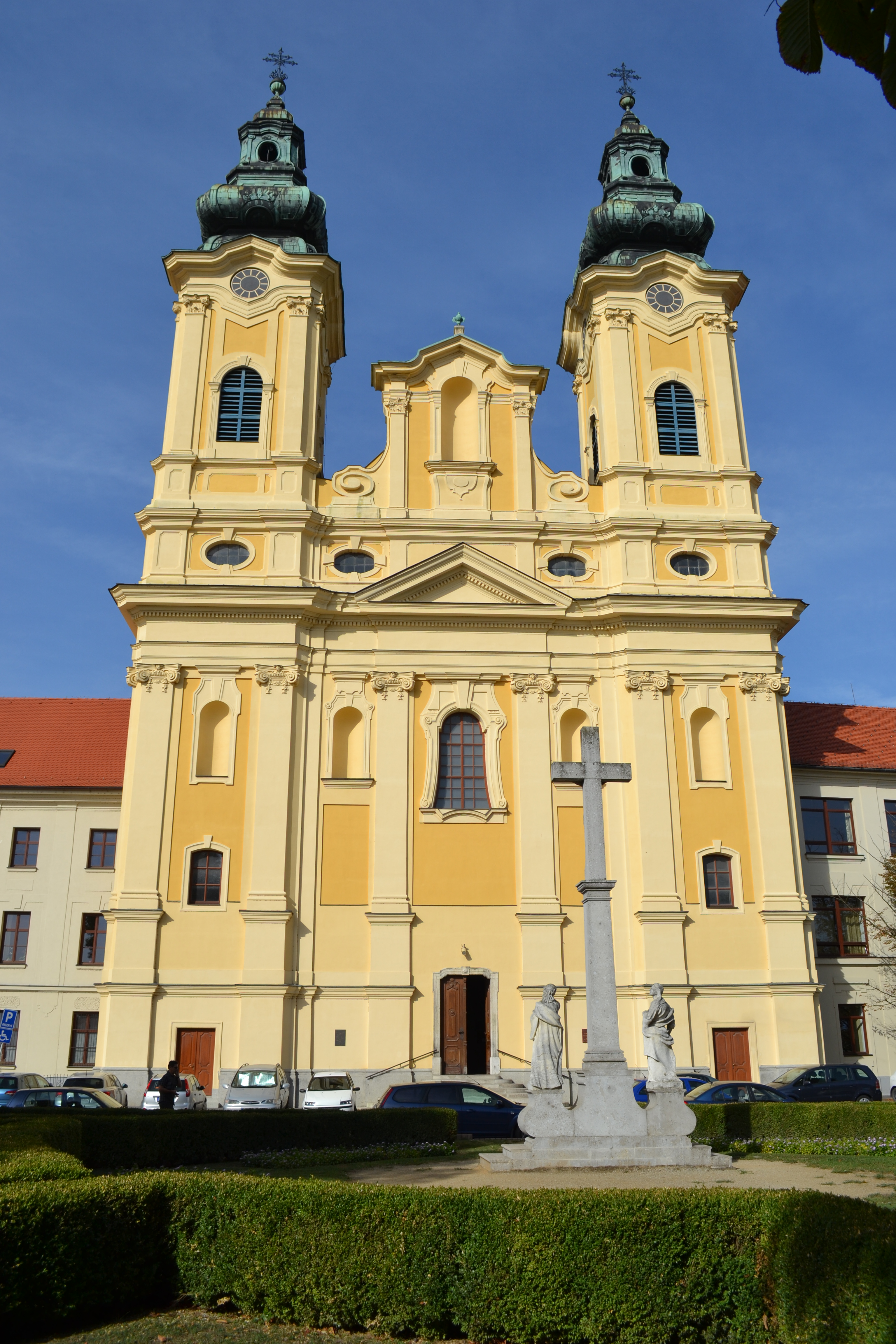
Pohled na kostel
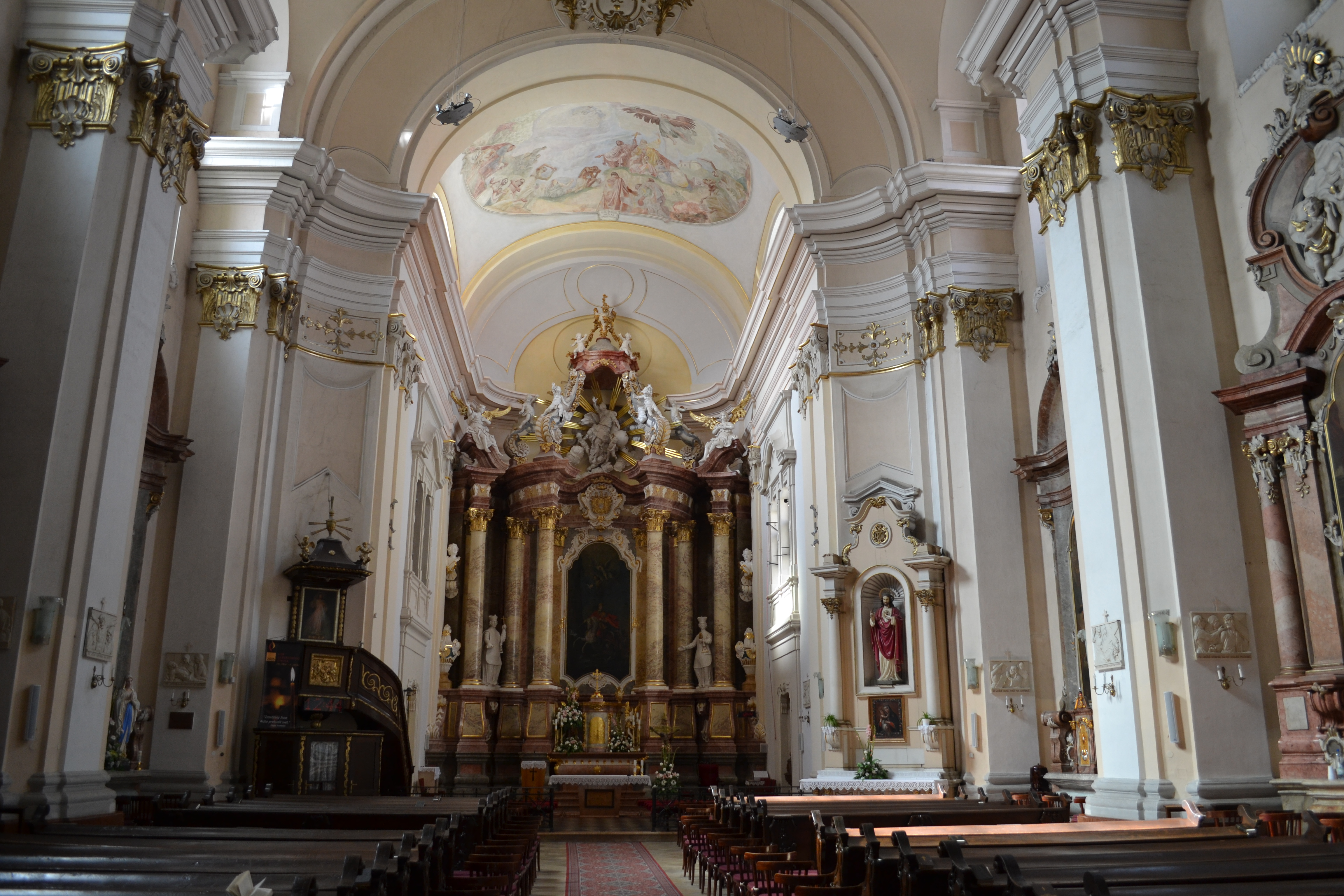
Interiér kostela
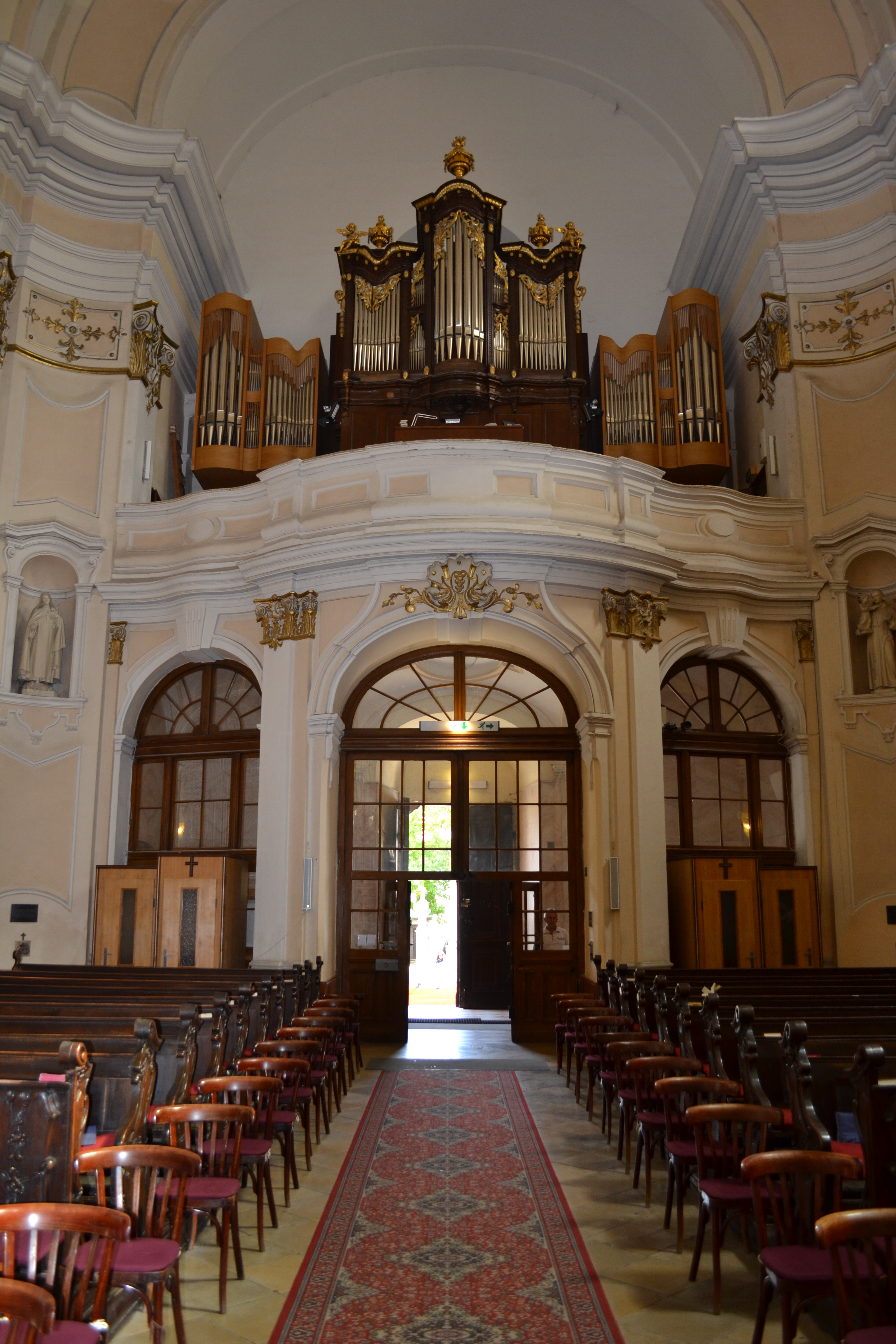
Interiér kostela
Varhany